# Shire of Bruce Rock
Shire of Bruce Rock is een Local Government Area (LGA) in de regio Wheatbelt in West-Australië. Shire of Bruce Rock telde 979 inwoners in 2021. De hoofdplaats is Bruce Rock.

## Geschiedenis
Op 14 februari 1913 werd het East Avon Road District opgericht. Het district veranderde van naam op 26 juli 1918 en werd het Bruce Rock Road District. Ten gevolge van de Local Government Act van 1960 veranderde het district op 23 juni 1961 weer van naam en werd de Shire of Bruce Rock.

## Beschrijving
Shire of Bruce Rock is een landbouwdistrict in de regio Wheatbelt. Het is 2.772 km² groot en ligt ongeveer 245 kilometer ten oosten van de West-Australische hoofdstad Perth. Er ligt ongeveer 500 kilometer verharde en 750 kilometer onverharde weg. Het district telde in 2021 979 inwoners. In 2016 had het 43 werknemers.

## Plaatsen, dorpen en lokaliteiten
- Bruce Rock
- Ardath
- Babakin
- Belka
- Erikin
- Kwolyin
- Shackleton
- Yarding

## Bevolkingsaantal
| Jaar | Bevolkingsaantal |
| ---- | ---------------- |
| 1921 | 2.431            |
| 1933 | 2.498            |
| 1947 | 1.897            |
| 1954 | 2.384            |
| 1961 | 2.291            |
| 1966 | 2.142            |
| 1971 | 1.694            |
| 1976 | 1.470            |
| 1981 | 1.410            |
| 1986 | 1.298            |
| 1991 | 1.164            |
| 1996 | 1.126            |
| 2001 | 1.051            |
| 2006 | 950              |
| 2011 | 974              |
| 2016 | 930              |
| 2021 | 979              |